# 凌海市
凌海市（りょうかい-し）は中華人民共和国遼寧省錦州市に位置する県級市。

## 歴史
清代に設置された錦県(Junggin hiya)を前身とする。1993年6月に凌海市と改編された。
中国遼寧省の西南部に位置する県級市。場所は北緯40°48′ー41°26′、東経120°42′ー121°45′の間。地図上ではU型の渤海と隣接し、陸では隣に葫芦島市、盤錦市、営口市の中では、ほぼ渤海から陸に上がる海路の一番奥に位置している。錦州湾と遼瀋高速道路が近くにあるため、沿海開放都市としては物流アクセス面で便利。市総面積は2555平方キロメートル、中に農業用地は約11.5万ヘクタール。

## 気候
凌海市は北温帯に位置しており、温帯季節風大陸型気候（日本の東北地区と同じ）。四季が分かりやすく、日照時間が十分で、年間平均気温は8.7度、年間降水量は610ミリリット。霜がない日にちは160から180あり、年間日照時間は2700時間余りある。

## 行政区画
4街道弁事処、13鎮、2民族鎮、2郷を管轄する。
- 街道弁事所：大凌河街道、金城街道、八千街道、大有街道
- 鎮：石山鎮、余積鎮、双羊鎮、班吉塔鎮、沈家台鎮、三台子鎮、閻家鎮、新荘子鎮、翠岩鎮、安屯鎮、大業鎮、建業鎮、白台子鎮
- 民族鎮：右衛満族鎮、温滴楼満族鎮
- 郷：板石溝郷、謝屯郷

大凌河街道弁事所は新楼に設置されており、人口は8.11万人、面積は46.9平方キロメートル、下には11の社区居民委員会があり、新建、外貿、錦凌、建設、南山、站前、新楼、文化、錦東、富源、凌南新区となっている；村民委員会は8つあり、凌東、凌南、凌西、凌北、凌河、蔡家、大錦、蘭家となっている。
金城街道弁事所は東湖に設置されており、人口は4.02万二、面積は87.2平方キロメートル、下には7つの社区居民委員会があり、東街、南街、北街、鉄新、鉄北、東新、東湖となっている。村民委員会は東花、西花、東彰、西北彰、梁山、姚夏家、東四合、趙復興、三段の9つがある。

## 概況
市の工業企業は298社。その内、市営工業企業は52社。業種は軽工業、化学工業、紡織、洋服製造、製紙、印刷、機械設備と電力設備、食品ほか。主な生産物は衣服、原炭、セメント、花崗岩、未精製塩、酒、赤いれんが、ファンモーター、電気モーター、陶磁器、照明器具、VFプラスチック粒と防火板、樹脂研磨器具、硫化ソーダ、木綿、毛皮など。中には30項目の生産品は国家の空白を埋めたなど、多様な需要にも対応できる。凌海市は農業が盛んで、遼寧省の重要な農業生産品産地の一つである。市の農業用地は約8万ヘクタール、生産量は年間50万トン以上。主な農生産物はトウモロコシ、米など。野菜の生産量も増加する一方で、尚且つ種類が豊富で、生産面積は約7000ヘクタール。年間の輸出量だけでも1000トンを超える。
凌海市の地質と気候は果物にも適していて、果物の生産面積は1.8万ヘクタール。果樹は1131万本で、年生産量は約60000トン。リンゴ、梨、杏、スモモ、桃、ブドウ、ナツメなどの30余りの品種を生産している。
海沿いは凌海市の有利な地理条件の一つ。魚、エビ、カニ、貝類など、水揚げできる水産品は豊富。中でも質がいいのはボラ、コイ、テナガエビ、小エビ、クラゲ、ハマグリ、蘭蛤、太平洋雄カタツムリ、ホタテ貝、ホラガイ、カニなど。年間の水揚げ量は約4万トン。クラゲ、ハマグリ、エビなどを日本やアメリカ、韓国、ロシアなどに輸出している。市の沿岸部でエビを養殖する人工浜は約4226ヘクタールあり、年間水揚げ量は約9000トン。これは遼寧省の中では規模が大きい方である。淡水魚の養殖は主に鯉、シナモクズガニなどで、年間水揚げ量は千トンに近い。
広い草原と豊富な農産物に恵まれて、牧畜業に適している。生産品はブタ、牛、羊、ニワトリ、アヒル、カモ、ニワトリ、食用犬、鹿、テン、ウサギ、キツネなど65種類あり、肉の年間総生産量は約40000トンに上る。卵類は3600キロ生産され、牛乳や蜂蜜なども多く取れる。特に近年、凌海市の第三産業が発展している。
凌海市は東北から関内に入る通り道であり、京瀋鉄道と高速道路、錦承鉄道、錦朝公路などのいくつもの主要道路が市を横断している。市には駅が9個あり、市県級以上公路は12本あり、長さは300キロ余りある。アクセス面ではとても重要な役割を果たしており、水路と空港も近く便利。錦州港には30キロ、錦州空港には30キロ。新しく建設される予定の錦州湾国際空港には20キロしか離れておらず、優位を占めている。商品の流通は活発で、年間市場小売総価格は7億元に達する。市には、農産物専門市場、自動車市場、家畜市場、軽工業など専門市場30個あり、年売買価格は約6億元に上る。

## 自然資源
凌海市は渤海の遼東湾に位置しており、市所有する海岸線は68.7キロ、海岸湿地は1.7万ヘクタール。河豚、エビ、カニ、ナマコ、貝類などが生息している。凌海市は黄金、石炭、膨潤土、花崗岩など金属と非金属の鉱物資源が20種余り採掘できる。市の農業用地は9.4万ヘクタールで、草原面積は5万ヘクタール。

## 交通

### 航空
- 錦州錦州湾空港（中国語版）

### 鉄道
- 凌海南駅：京哈線、朝凌高速鉄道（中国語版）の接続駅
- 凌海駅：瀋山線

### 道路
- 高速道路
  -  京哈高速道路
  -  阜錦高速道路（中国語版）
- 国道
  -  G102国道
  -  G305国道（中国語版）